# Bitwa pod Widzami

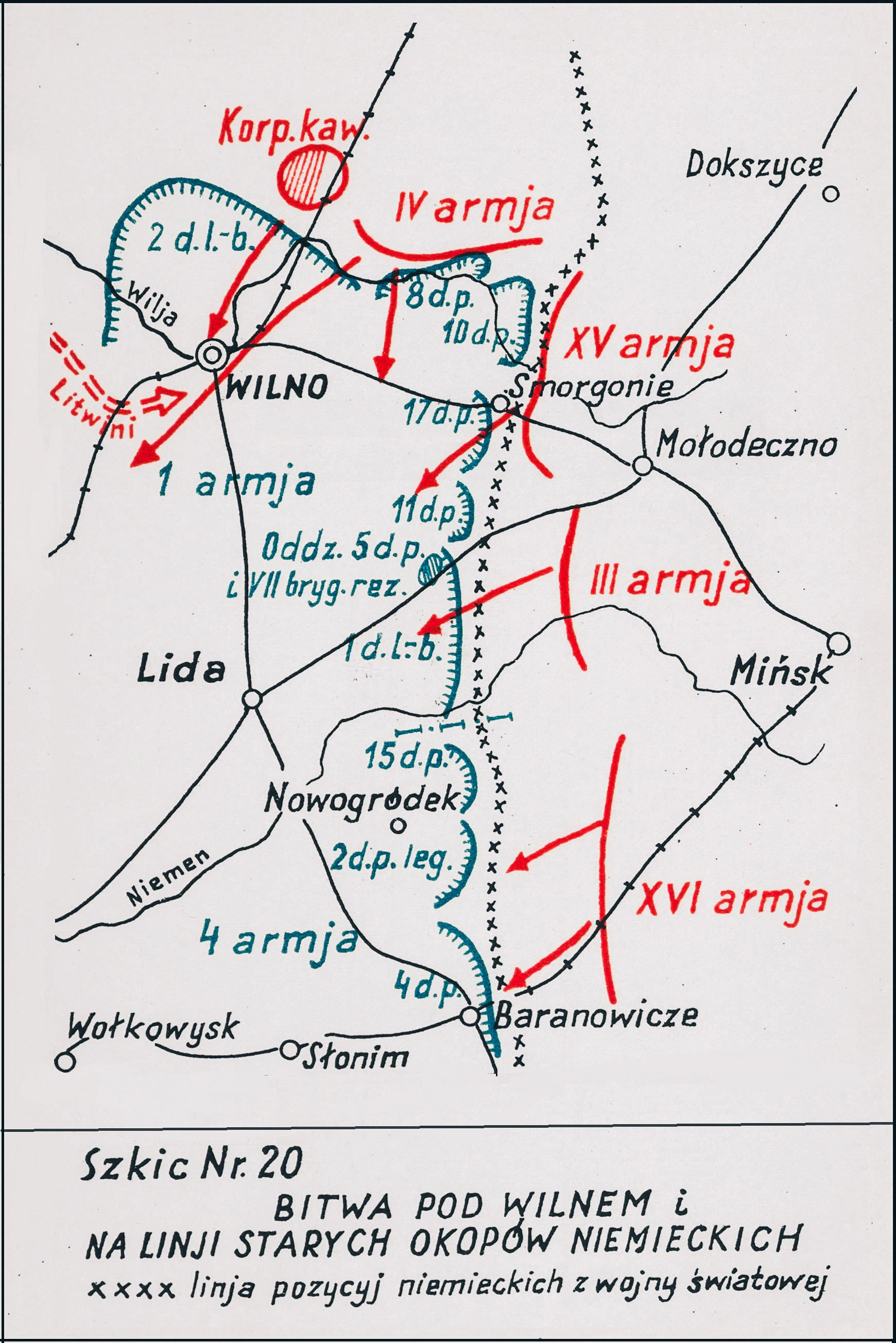
Adam Przybylski
Wojna Polska 1918–1921

Bitwa pod Widzami – część wielkiej bitwy nad Autą. Walki polskiego słuckiego pułku strzelców i 33 pułku piechoty z sowieckimi oddziałami III Korpusu Kawalerii Gaja w czasie lipcowej ofensywy Frontu Zachodniego Michaiła Tuchaczewskiego w okresie wojny polsko-bolszewickiej.

## Położenie wojsk przed bitwą
Polskie ugrupowanie obronne
1 Armia gen. Gustawa Zygadłowicza dysponowała 34 000 żołnierzy i 186 działami. Ugrupowana była w sposób następujący:
- Na lewym skrzydle, w przesmyku między Dźwiną i jeziorem Jelnia, rozwinęła się grupa ppłk. Jerzego Sawy-Sawickiego w składzie 33 pułk piechoty, III batalion 155 pułku piechoty, dywizjon 18 pułku ułanów i 3 baterie artylerii[3].
- grupa gen. Lucjana Żeligowskiego w składzie 8. i 10 Dywizja Piechoty broniła się w centrum ugrupowania i osłaniała kierunek Hermanowicze – Wilno.
- Prawe skrzydło armii stanowiła grupa gen. Władysława Jędrzejewskiego w składzie 7 Brygada Rezerwowa i IX Brygada Piechoty.

Armia Czerwona
Front Zachodni Michaiła Tuchaczewskiego liczył ok. 150–160 tys. żołnierzy i dysponował 772 działami.
Plan natarcia wojsk sowieckich
Plan Michaiła Tuchaczewskiego zakładał dwustronne oskrzydlenie polskiej 1 Armii gen. Zygadłowicza, okrążenie jej i zniszczenie w rejonie Łużki – Głębokie.
W tym celu:
- 4 Armia Jewgienija Siergiejewa w składzie 12., 18. i 3 Dywizja Strzelców oraz 164 BS z III Korpusem Kawalerii Gaja w składzie 10. i 15 DK miała nacierać między Dźwiną a Dzisną, przez Dryhucze – Szarkowszczyznę – Hermanowicze i rozbić lewe skrzydło polskiej 1 Armii.
- 3 Armia Władimira Łazarewicza w składzie 5., 6., 21. i 56 Dywizja Strzelców otrzymała zadanie uderzyć od południa przez Dokszyce – Parafianowo i rozbić prawe skrzydło wojsk gen. Zygadłowicza.
- 15 Armia Augusta Korka w składzie 4., 11., 15., 16., 33. i 54 Dywizja Strzelców miała wykonać w centrum uderzenie pomocnicze, wiązać oddziały polskie walką i uniemożliwić przerzucenie odwodów na zagrożone skrzydła[4][9].
- 16 Armia Sołłohuba oraz Grupa Mozyrska Tichona Chwiesina miały związać siły polskiej 4 Armii i Grupy Poleskiej[10].

Całością sił uderzeniowych dowodził dowódca Frontu Zachodniego Michaił Tuchaczewski.

## Przebieg bitwy
4 lipca 1920 wojska Frontu Zachodniego Michaiła Tuchaczewskiego rozpoczęły natarcie. Trzy armie sowieckie uderzyły na polską 1 Armię i przełamały jej obronę. 5 lipca, na rozkaz dowódcy frontu gen. Szeptyckiego, 1 Armia przystąpiła do odwrotu na linię Milcza – Budsław – Postawy – Koziany. Front polski nad Autą został przełamany, a sowieckie dywizje parły na zachód.
Po załamaniu się frontu nad Autą postanowiono włączyć do walki stojącą na polsko-litewskiej linii demarkacyjnej 2 Dywizję Litewsko-Białoruską. 7 lipca na stację Ignalino przybyły kompanie II batalionu słuckiego pułku strzelców. Wspólnie z 1 baterią 8 pułku artylerii polowej batalion obsadził pod Widzami stare okopy niemieckie.
8 lipca na batalion uderzyły, działające wzdłuż traktu Widze – Ignalino, oddziały sowieckiego III Korpusu Kawalerii Gaja. Pierwsze natarcie zostało odparte, ale przewaga kawalerii była zbyt duża, aby utrzymać przez dłuższy czas zajmowaną rubież obronną. Co prawda obronę wzmocnił, liczący ok. 250 żołnierzy, batalion 33 pułku piechoty, ale zaczęło brakować amunicji. Po odparciu kolejnych ataków przeciwnika, naboje zabierano poległym czerwonoarmistom. Około południa załamała się obrona 5 i 8 kompanii. Pod osłoną ognia 1/8 pułku artylerii polowej, pozostałe kompanie pułku rozpoczęły odwrót i zajęły stanowiska w okolicach wsi Wilancy po obu stronach traktu Widze – Nowe Święciany. Dowódca batalionu wysłał patrol w celu nawiązania łączności z I batalionem białostockiego pułku strzelców. W okolicach Daugieliszek został on otoczony przez kawalerię i niemal w całości wybity. W tej sytuacji batalion cofał się dalej i odszedł na drugą linię obrony koło Nowej Derewni. Tym samym wzmacnił obronę 33 pułku piechoty. Na nowych pozycjach zatrzymano oddziały sowieckiej kawalerii. Jednak z uwagi na niepomyślny rozwój wydarzeń na innych odcinkach frontu i groźby otoczenia, wieczorem Polacy rozpoczęli odwrót wzdłuż torów kolejowych Święciany – Wilno.